# 陆军第二十镇
陆军第二十镇，清朝末年军队现代化改革之后的新军编制之一，相当于现在的师的规模。1907年，从北洋六镇中各抽出一部分混编而成，下属39协、40协，驻奉天府（今辽宁沈阳）。统制陈宧。
辛亥革命时，统制是张绍曾，39协协统吴禄贞，40协统领潘榘楹，响应武昌起义，发动滦州兵谏。滦州兵谏后，大部分参与者被调离和遣散，张绍曾调离，潘榘楹升任统制。
滦州兵谏时，冯玉祥任第40协第80标第3营管带。韩复榘是第3营士兵。石敬亭任上尉参谋。
1912年1月2日，冯玉祥率部又举行滦州起义。
民国后，改名陆军第二十师，驻地奉天，卢永祥、吴光新、范国璋、阎相文、阎治堂曾任过师长。护国战争时期，被调往西南镇压护国军。